# Jamie Finn
Jamie Finn (* 24. April 1998 in Dublin) ist eine irische Fußballspielerin.

## Karriere

### Vereine
Geboren in Dublin, wuchs sie in Swords auf und spielte in ihrer Jugend hier bis zu ihrem 13. Lebensjahr, wonach sie dann in die von Shelbourne überging. Ihre erste Station im Seniorinnenbereich war dann Raheny United, für den sie im Jahr 2015 erstmals eingesetzt wurde. Zur Saison 2015/16 ging dann deren Mannschaft in die von Shelbourne über, womit sie somit wieder Teil ihres vorherigen Klubs wurde. Im Jahr 2016 spielte sie zudem in den USA an der Florida Gulf Coast University für deren Sport-Team, die Florida Gulf Coast Eagles und kam hier auf fünf Einsätze sowie ein Tor.
Nach ihrer Rückkehr verblieb sie noch bis August 2021 bei Shelbourne und überzeugte mit guten Leistungen, für die sie in der Saison 2019 auch ins Team der Saison gewählt wurde. Ihren ersten Profi-Vertrag unterschrieb sie so dann in England beim Super League Klub Birmingham City. Nach dem Abstieg der Mannschaft verlängerte sie ihren Vertrag im Juli 2022 noch einmal. Am Ende der Saison 2022/23 verpasste sie mit ihrem Team über den zweiten Platz den Aufstieg nur knapp.

### Nationalmannschaft
Nach der U17, mit der sie an der Europameisterschaft 2015 teilnahm, sowie der U19 kam sie am 12. November 2019 zu ihrem Länderspieldebüt für die A-Nationalmannschaft. Bei einem 1:1 gegen Griechenland während der Qualifikation für die Europameisterschaft 2022 gehörte sie bereits der Startelf an. Zwar kam sie danach nur noch in einem weiteren Qualifikationsspiel zum Einsatz, wurde darauf im weiteren Verlauf auch in mehreren Freundschaftsspielen eingesetzt. So war sie auch Teil der Mannschaft in der Qualifikation für die Weltmeisterschaft 2023, in der sie in allen bis auf einem der Spiele Einsatzzeit bekam. Am Ende erreichte sie mit ihrer Mannschaft den zweiten Platz der Gruppe, was in einem Play-off-Spiel gegen Schottland um einen Startplatz bei der Endrunde mündete. Bei diesem kam sie im Oktober 2022 dann auch zum Einsatz und schaffte durch den Sieg hier die erstmalige Qualifikation ihrer Mannschaft für eine WM-Endrunde.
Im Juni 2023 wurde sie in den vorläufigen Kader für die Endrunde der Weltmeisterschaft 2023 nominiert.